# Langzhong
Langzhong (en chino, 阆中; pinyin, Lángzhōng), antiguamente conocido como Paoning (保寧), es un municipio bajo la administración directa de la ciudad-prefectura de Nanchong. Se ubica en la provincia de Sichuan, centro-sur de la República Popular China. Su área es de 1876 km² y su población total para 2010 superó los 728 mil habitantes. 
Posee las cinco religiones principales; el taoísmo, el budismo, el catolicismo, el protestantismo y el islam. Se la conoce como "un modelo de coexistencia armoniosa de múltiples culturas". 
La ciudad fue la sede de la antigua Iglesia anglicana en Sichuan

## Administración
Desde julio de 2023, el  Municipio Langzhong se divide en 28 pueblos que se administran en 5 subdistritos, 19  poblados, 3  villas y 1 villa étnica. 

## Toponimia
El topónimo Langzhong se compone de los sinogramas Lang (nombre de lugar) y Zhong que significa 'en medio' , lo que da como resultado 'en medio de Lang' . Debido a una variedad de antiguas fuentes, existen diferentes opiniones sobre el topónimo para Lang.
Según el erudito de la dinastía Han (25 AD-189)  Xu Shen en su obra Comentario de caracteres simples y explicación de caracteres compuestos, explica: Lang significa 'puerta alta'. El geógrafo de la dinastía Song del Norte (930 AD-1007) Yue Shi (乐史) en Registros geográficos de la era Taiping, menciona: Las montañas Lang rodean la ciudad, por eso se llama Langzhong.
Qiao Zhou (199 AD-270) en Los Registros de Ba (巴记), describe: "
El río Lang serpentea y fluye alrededor de tres lados de la ciudad. El Libro de Tang también concuerda con Qiao Zhou.
Según el Condado Langzhong (edición de 1993): Las montañas alrededor de Langzhong tienen forma de Lang «puertas altas», por eso se llaman montañas Lang; el tramo del río Jialing que fluye por Langzhong se conocía antiguamente como río Lang; y como la ciudad está entre las montañas Lang y el río Lang, se llama "Langzhong".

## Historia
En el 362 aC, el Estado Ba trasladó su capital a Langzhong, lo que demuestra que el nombre Langzhong ya existía mucho antes de que Qin la estableciera como condado.
Desde que la dinastía Qin estableció el Condado Langzhong, ha sido sede de condados, estados, prefecturas y circuitos. Fue la capital de la provincia de Sichuan durante veinte años a finales de las dinastías Ming y principios de las dinastías Qing.
En la dinastía Sui, para evitar el tabú de que el nombre de un lugar llevase el nombre de un rey, el padre del emperador Wen se llamaba Yang Zhong (楊忠 ), Langzhong se renombró como Langnei (阆内). Durante la dinastía Tang, se restauró el nombre de Langzhong, y fue la sede de Longzhou.
En 2023, Langzhong recibió el título de "Condado de Reliquias Culturales" y es uno de los siete condados de la provincia con miles de reliquias culturales invaluables.